# Mara Pescio
Mara Pescio née à Buenos Aires en 1975, est une scénariste et réalisatrice argentine.

## Biographie
Mara Pescio est scénariste pour la télévision, pour les séries The Stars ou Little Victoria. Au cinéma, elle écrit le scénario de Marilyn, film de 2018 de Martin Rodriguez Redondo.
En 2021, elle réalise son premier long métrage Ese fin de semana. Après dix ans d'absence, la chanteuse Julia, retourne dans le quartier de son enfance, près de la frontière avec le Brésil. Elle veut récupérer de l'argent qu'elle a laissé. Elle retrouve également sa fille Clara adolescente. Elle signe une autorisation afin que Clara rejoigne son père au Paraguay. Mais Clara veut renouer avec sa mère.
En 2022, elle fait le portrait de sa tante Silvia qui après un voyage en Russie soviétique décide de changer de vie. Elle s'installe dans un appartement dans le quartier des monoblocs. En 1968, elle commence à écrire un roman sur les habitants du Barrio Hogar Obrero. Il s'agit d'un complexe immobilier de 835 appartements identiques de Villa del Parque construit par une coopérative pendant la dictature de Juan Carlos Ongania.

## Films
- Ese fin de semana, 69min, 2021
- Barrio Modelo, 64 min, 2022 PRIX WIP Cinéma de Femmes / 2022  37o Festival de Cine de Mar del Plata

## Prix et distinctions
- meilleure réalisation, meilleure actrice, Festival Audiovisual Bariloche, 2022 pour Ese fin de semana[7]
- Prix SAE, Festival de Cinema de Mar del Plata, 2022[8]
- Premio cinema de femmes, Festival La mujer y el cine,  2022[9]